# Amor Vittone

Amor Vittone (sinh ngày 16 tháng 3 năm 1972 và có tên khai sinh là Amor Ines Vittone) là một ca sĩ người Nam Phi.

## Tiểu sử
Amor Vittone sinh ngày 16 tháng 3 năm 1972 tại Johannesburg, tỉnh Gauteng, Nam Phi. Cô đã từng luôn ở vị trí dẫn đầu tại trường trung học của mình, nơi cô xuất sắc cả về thể thao và học thuật. Cô đã hoàn thành bằng danh dự về Truyền thông (cum laude) tại Đại học Rand Afrikaans và là cựu Hoa hậu Johannesburg.
Vittone giành chức vô địch Nam Phi trong lĩnh vực nhảy hiện đại và Tap Dance trong bảy năm liên tiếp. Cô đã tham gia vào vở Câu chuyện phía Tây (West side story) tại Nhà hát Quốc gia ở Pretoria, cũng như tham gia Girl Talk của Richard Loring. Ngoài ra, cô đã tham gia hoặc tổ chức các chương trình sau đây trên truyền hình quốc gia:
- "Legkaart Bonanza",
- "Junior Topsport",
- M-Net's "Spot-on",
- "Mainly for Men" trên E.tv,
- "Road to Riches" và the National Lotery  trên SABC 2
- "Top Billing",
- "In die kryt met Joost en Amor" trên KykNET và M-Net,
- "ABSA game show" trên SABC 3
- "Verimark Quiz show" trên M-Net.

Vittone hiện tại là biên đạo múa, MC, diễn giả và ca sĩ. Cô đã xuất hiện trên nhiều trang đầu của tạp chí Nam Phi bao gồm: "Fair Lady", "Keur", Huisgenoot, "You", Sarie, "Finesse", FHM, "Insig", "Vroue Keur", "De Kat", "Tydskrif Rapport", "Sunday Times Magazine", "Rooi Rose, "Die Lig", "Baba en Kleuter" và "Marie Claire".

## Đời tư
Cô kết hôn với cựu đội trưởng bóng bầu dục đội "Springbok", Joost van der Westhuizen vào ngày 20 tháng 10 năm 2002, nhưng đã li dị vào năm 2008. Họ có một đứa con trai và một đứa con gái cùng nhau.

## Sản phẩm âm nhạc
- "Die Tyd is nou" (2015)
- "Grootste Treffers (2011)
- Glo Altyd aan Môre (2009)
- This Was Then: Amor Greatest Hits (2009, EMI)
- Voluit (2006, SELECT)
- Surrender (2005)
- Amor (2004, RPM)
- Young Forever (2002, EMI)
- Dance in Colours (2000)
- Wild Cherry Kisses (1999, EMI)[3]